# 大宮神社 (伊豆市)
大宮神社（おおみやじんじゃ）は、静岡県伊豆市上白岩（かみしらいわ）にある神社。
旧下大見村に概ね相当する白岩地区の中心的な神社である。

## 概要
古い棟札が多数保存されており、最古のものは鎌倉時代の弘安3年（1280年）と記されている。
付近に縄文時代の上白岩遺跡があることや、地名に「元村」という字もあることなどから、近隣地域で最も早く創建された最古の神社と考えられる。
江戸時代以前は白岩大朝神社（しらいわ おおあさじんじゃ）と称しており、式内社の「大朝神社」の論社として、沼津市下香貫の大朝神社と共に名が挙げられている。（南東の近隣地区（八幡地区）にも、別の式内社「杉桙別命神社」の論社である来宮神社がある。）
社殿の周囲に広がる社叢は、市の天然記念物に指定されている。

## 祭神
- 大己貴命（大国主神）

## 境内社
- 来宮神社
- 八幡神社
- 山神社
- 熊野神社
- 姥神社
- 諏訪神社
- 水神社
- 金刀羅神社
- 稲荷神社

## 文化財
- 大宮神社の社叢（市指定天然記念物[2]）

## 祭事
- 例大祭（10月18日頃）

## アクセス
- 東海バス（市自主運行委託[4]）: バス停「上白岩」から北東へ徒歩2分。